# Его глаза (фильм, 1916)
«Его глаза» (1916) — художественный немой фильм. Фильм вышел на экраны 19 сентября 1916 года.
Режиссёром и сценаристом обычно указывается Вячеслав Висковский (под вопросом авторство Александра Волкова).
Фильм снят в рамках серии экранизаций «Русская золотая серия» кинокомпании «П. Тиман и Ф. Рейнгардт». Сохранился не полностью, без надписей.

## Сюжет
По роману А. М. Федорова. Сюжет изложен в журналах «Сине-фоно» и «Проектор» (1916).
Художник Стрельников приводит к друзьям девушку Лару. Милая и жизнерадостная Лара нравилась всем. Однако вскоре возникло соперничество за её благосклонность между художником Стрельниковым и писателем Дружининым.
Стрельников был женат на Ольге Ивановне и имел от неё ребёнка. Женщина ревнует Стрельникова и выжигает ему глаза серной кислотой. Лара приносит себя в жертву и становится «его глазами».
Однако Стрельников не понял жертвы девушки. Измученная его недоверием, Лара решает, что лучшим выходом для обоих является самоубийство. Но Стрельников в последний момент не принял яда и остался один.

## В ролях
| Актёр           | Роль                       |
| --------------- | -------------------------- |
| А. Рудницкий    | Стрельников, художник      |
| Мария Моравская | Ольга Ивановна, его жена   |
| Bера Соловьева  | Лара                       |
| Михаил Саларов  | писатель Дружинин          |
| А. Морозов      | указан исполнителем роли в |

## Съёмочная группа
- Режиссёр: Вячеслав Висковский (под вопросом Александр Волков)
- Сценарист: Вячеслав Висковский (под вопросом Александр Волков)
- Оператор: Александр Рылло
- Художник: Владимир Егоров
- Продюсер: Пауль Тиман

## Художественные особенности
Фильм построен таким образом, что молодая девушка читает роман Фёдорова. Страницы романа возникают по ходу действия. В надписях помечены страницы романа.
После заключительной сцены показана девушка, закрывающая книгу и «грустно-задумчиво» смотрящая на зрителя.

## Критика
Обозреватель журнала «Проектор» (1916, № 19, с. 11) писал: «За резким … внешним драматизмом поступков действующих лиц
удалось выявить и претворить в кинообразе высокого художественного совершенства подлинный трагизм переживаний — чувств,
мыслей, душевных движений». Он указывал, что «сцены, лишённые традиционного кинематографического „движения“, производят огромное впечатление». Рецензент положительно оценивал исполнение ролей Соловьёвой, Рудницким и Моравской, при этом посчитав, что Моравская выглядит слишком старой.
В «Театральной газете» (1916, № 1, с. 17) указывалось, что «центральная роль — художника Стрельникова — нашла яркого
исполнителя в лице г. Рудницкого», «г-жа Моравская превосходно сыграла трудную роль преступной ревнивицы», а «г-жа Соловьёва в роли жизнерадостной девушки Лары, к сожалению, дала слишком мало жизнерадостности». Отмечалась работа оператора: «Очень хороши все сцены в мастерской художника, здесь режиссёру помог оператор — искусным освещением, углубивший задний план и давший превосходные contre-jour’ы на переднем». Рецензент также похвалил режиссёра Висковского за «поворот к интимности и психологической углублённости».
Историк дореволюционного кино Вениамин Вишневский высоко оценивал кинокартину: «Психологическая драма …, отмеченная кинокритикой как значительное достижение, в особенности в актёрской и режиссёрской работе».
Историк кинематографа C. Гинзбург писал, что «содержание пошловатого романа А. Фёдорова, будучи перенесённым на экран, неожиданно обрело психологическую и бытовую достоверность».